# Michael Brentan
Michael Brentan, né le 16 avril 2002 à Piove di Sacco en Italie, est un footballeur italien, qui évolue au poste de milieu de terrain à l'UC AlbinoLeffe.

## Carrière

### En club
Michael Brentan passe par les équipes de jeunes du Calcio Padoue avant de faire un essai à l'Inter Milan avec qui il participe à quelques tournois. Il joue pour les jeunes du Venezia FC avant d'être repéré par la Juventus dont il rejoint le centre de formation en juillet 2016. Avec les moins de 15 ans il est champion d'Italie de la catégorie. Le 29 août 2019 Brentan rejoint la Sampdoria Gênes.
Le 21 juillet 2021, Brentan est prêté à la Pro Sesto 1913,.
Le 18 août 2022, Michael Brentan quitte définitivement la Sampdoria et s'engage en faveur de l'UC AlbinoLeffe,.

### En équipe nationale
Avec l'équipe d'Italie des moins de 17 ans, il participe au championnat d'Europe des moins de 17 ans en 2019 qui se déroule en Irlande. Il est titulaire lors de cette compétition où il joue six matchs, la plupart en tant que titulaire. Son équipe atteint la finale face aux Pays-Bas. Il participe à cette rencontre mais l'Italie s'incline ce jour-là (4-2).

## Palmarès

### En sélection
- Finaliste du championnat d'Europe des moins de 17 ans en 2019 avec l'équipe d'Italie des moins de 17 ans.